# Ricardo Ten Argilés
Ricardo Ten Argilés   (Tavernes Blanques, 11 d'agost de 1975) és un esportista valencià amb discapacitat que competeix en ciclisme adaptat. Va guanyar vuit medalles en els Jocs Paralímpics d'Estiu entre els anys 1996 i 2021 en natació i ciclisme.
Ha practicat diverses disciplines esportives com la bicicleta de muntanya, el tennis de taula, bàsquet, futbol o esquí, i als 17 anys es va centrar en la natació on va destacar en l'alta competició. Després dels Jocs de Rio de Janeiro de 2016 va canviar la natació pel ciclisme, disciplina en què es va estrenar als campionats del món de 2017.
En març de 2018 va ser campió del món, assolint un rècord del món, en persecució individual C1 amb l'equip Hyundai Koryo Car-Dstrel, la mateixa setmana que havia aconseguit la medalla de bronze en la prova del quilòmetre.
Al campionat del món de ciclisme adaptat de 2023 va pujar al podi en sis proves diferents.

## Palmarès internacional
| Jocs Paralímpics | Jocs Paralímpics          | Jocs Paralímpics | Jocs Paralímpics          |
| Any              | Lloc                      | Medalla          | Competició                |
| ---------------- | ------------------------- | ---------------- | ------------------------- |
| 1996             | Atlanta ( Estats Units)   | 2                | 100 m braça SB4           |
| 1996             | Atlanta ( Estats Units)   | 3                | 4 × 50 m estils S1-6      |
| 2000             | Sydney ( Austràlia)       | 1                | 100 m braça SB4           |
| 2000             | Sydney ( Austràlia)       | 1                | 4 × 50 m estils (20 pts.) |
| 2008             | Pequín ( R.P. de la Xina) | 1                | 100 m braça SB4           |
| 2008             | Pequín ( R.P. de la Xina) | 3                | 4 × 50 m estils (20 pts.) |
| 2012             | Londres ( Regne Unit)     | 3                | 100 m braça SB4           |

| Jocs Paralímpics | Jocs Paralímpics | Jocs Paralímpics | Jocs Paralímpics             |
| Any              | Lloc             | Medalla          | Competició                   |
| ---------------- | ---------------- | ---------------- | ---------------------------- |
| 2020             | Tòquio ( Japó)   | 3                | Velocitat equips mixts C1-C5 |